# Departamento Paso de Indios
Das Departamento Paso de Indios liegt im Zentrum der Provinz Chubut im Süden Argentiniens und ist eine der 15 Verwaltungseinheiten der Provinz.
Es grenzt im Norden an das Departamento Gastre, im Osten an das Departamento Mártires, im Süden an die Departamentos Escalante, Sarmiento und Río Senguer und im Westen an die Departamentos Tehuelches und Languiñeo.
Die Hauptstadt des Departamento Paso de Indios ist das gleichnamige Paso de Indios.

## Bevölkerung

### Übersicht
Das Ergebnis der Volkszählung 2022 ist noch nicht bekannt. Bei der Volkszählung 2010 war das Geschlechterverhältnis mit 1.062 männlichen und 805 weiblichen Einwohnern unausgeglichen mit einem deutlichen Männerüberhang.
Nach Altersgruppen verteilte sich die Einwohnerschaft auf 525 (28,1 %) Personen im Alter von 0 bis 14 Jahren, 1.175 (62,9 %) Personen im Alter von 20 bis 64 Jahren und 167 (8,9 %) Personen von 65 Jahren und mehr.

### Bevölkerungsentwicklung
Das Gebiet ist kaum besiedelt und die Bevölkerungszahl ist rückläufig. Die Schätzungen des INDEC gehen von einer Bevölkerungszahl von 1.781 Einwohnern per 1. Juli 2022 aus.
| Jahr | 1947  | 1960  | 1970  | 1980  | 1991  | 2001  | 2010  | 2022    |
| Einwohner                                                                                                | 3.302 | 2.486 | 3.046 | 2.213 | 1.883 | 1.905 | 1.867 | k. Ang. |
| Bevölkerungsentwicklung des Departements seit 1947; Quelle: Ergebnisse der Volkszählungen in Argentinien |       |       |       |       |       |       |       |         |

## Städte und Gemeinden
Das Departamento Paso de Indios ist in folgende Gemeinden aufgeteilt:
- Los Altares
- Paso de Indios
- El Canquel
- Mallin Angosto
- Rancho Esmeralda
- Las Horquetas
- El Guanaco
- El Sombrero
- Cerro Cóndor
- Paso Berwin
- La Juanita
- Cajón de Ginebra Chico
- Cajón de Ginebra Grande
- El Pajarito